# Fabryka Wyrobów Runowych „Runotex”
Fabryka Wyrobów Runowych „Runotex” (FWR „Runotex”) – przedsiębiorstwo przemysłu włókienniczego założone w 1907 w Kaliszu na terenie historycznego kalisko-mazowieckiego okręgu przemysłowego, obecnie Kaliskiego Okręgu Przemysłowego. Firma działa jako grupa kapitałowa, w skład której wchodzą FWR Runotex S.A., Runotex-Tkalnia Sp. z o.o. i Runotex-Dziewiarnia Sp. z o.o.

## Historia
Korzenie firmy Runotex sięgają początków XX wieku. W 1907 roku bracia Muller: Ernst Wilhelm, Ludwik i Hugo wraz ze szwagrami uruchomili w Kaliszu fabrykę „Bracia Muller i Spółka”. Asortyment obejmował wtedy m.in. welwetinę, kordy, gronostaje, kapy, pledy, gobeliny, tkaniny meblowe, samochodowe, techniczne, a także popularne aksamity.
Okres od połowy lat dwudziestych do początków lat trzydziestych XX wieku, charakteryzował się dużym eksportem m.in. do Finlandii, Niemiec, Jugosławii, Szwajcarii, Grecji, Chin i na rynki Ameryki i Afryki. Po II wojnie światowej nastąpił dalszy rozwój, głównie ze względu na dynamikę wzrostu produkcji. W latach pięćdziesiątych i sześćdziesiątych XX wieku realizowano inwestycje budowlane – m.in. powstał budynek przędzalni i tkalni.
W latach siedemdziesiątych odnotowano wielkość produkcji tkanin na poziomie 8 mln mb oraz największe zatrudnienie wynoszące ok. 3500 osób. W 1974 roku rozpoczął się proces wzbogacania asortymentu, głównie futer.
W 1969 roku Kaliska Fabryka Pluszu i Aksamitu „Pluszownia” otrzymała nazwę Kaliskich Zakładów Pluszu „Runotex”. Natomiast obecną nazwę przedsiębiorstwa – Fabryka Wyrobów Runowych „Runotex”, przyjęto w 1972 roku.
W roku 1991 rozpoczął się czas transformacji fabryki – powstała jednoosobowa spółka akcyjna Skarbu Państwa. W następnych latach miały miejsce kolejne etapy przekształceń własnościowych. Obecnie Runotex jest polską prywatną firmą produkującą tkaniny i dzianiny dla sektora meblarskiego, transportowego, odzieżowego, technicznego, dekoracyjnego oraz wielu innych.
W 2011 roku podjęto decyzję o likwidacji Pluszowni Sp. z o.o., która istniała przy FWR Runotex S.A. i włączono ją do Runotex-Tkalni Sp. z o.o., w ramach której odbywa się produkcja i sprzedaż aksamitów. Zgodnie z ponad stuletnią tradycją, firma kontynuuje produkcję wyrobów pluszowych.

## Produkty
Asortyment całej Grupy Kapitałowej firmy jest bardzo zróżnicowany. Oferta Runotex-Tkalni obejmuje różnorakie tkaniny meblowe (w tym do pomieszczeń użytku publicznego), komunikacyjne (do środków komunikacji publicznej – kolejowej, autobusowej, tramwajowej), techniczne (mopy i wałki malarskie), a od jesieni 2011 roku, również szlachetne aksamity, jedwabki, iduny. Do głównych grup produktowych Runotex-Dziewiarni zalicza się pościel wełnianą i galanterię wełnianą, koce i narzuty, futra sztuczne, dzianiny futerkowe zabawkarskie, dekoratorskie oraz dzianiny obuwnicze i odzieżowe, wszystko w wielu różnych odmianach oraz kolorystyce.

## Osiągnięcia i certyfikaty
- Znak Woolmark(inne języki)
- Certyfikat Bezpieczny dla Dziecka
- Certyfikat Przyjazny dla Człowieka
- Wpis Wyrobów Wełnianych Rehabilitacyjnych do Rejestru Wyrobów Medycznych nadany przez Urząd Rejestracji Produktów Leczniczych, Wyrobów Medycznych i Produktów Biobójczych w Warszawie
- Nagroda Hit Produkcji Mebli 2011 dla tkaniny Tosca Magiclean[4]
- Wyróżnienie Meble Plus 2004 dla tkaniny Argon Plus
- Atesty higieniczne, świadectwa homologacji